# 全日本コーヒー協会
一般社団法人全日本コーヒー協会（ぜんにほんコーヒーきょうかい、英: All Japan Coffee Association）は、コーヒー関連団体で組織された、日本におけるコーヒーの業界団体。元農林水産省所管。

## 協会概要
活動内容
- コーヒーの消費拡大、コーヒー業界の発展、国民食生活の向上に関する活動

正会員
- 日本グリーンコーヒー協会
- 日本珈琲輸入協会
- 全日本コーヒー商工組合連合会

ほかコーヒー飲料会社など
準会員
倉庫会社、コーヒー器具メーカーなど10社
沿革
- 1953年（昭和28年） - 全日本珈琲協会（任意団体）発足、間もなく全日本コーヒー協会に名称変更
- 1980年（昭和55年） - 社団法人化
- 1983年（昭和58年） - 国際協定によりコーヒーの新年度が始まる10月1日を「コーヒーの日」と制定。